# Drepananthus hexagynus
Drepananthus hexagynus là loài thực vật có hoa thuộc họ Na. Loài này được Friedrich Anton Wilhelm Miquel mô tả khoa học đầu tiên năm 1865 dưới danh pháp Parartabotrys hexagynus. Năm 2006 Rui Jiang Wang và Richard M. K. Saunders chuyển nó sang chi Cyathocalyx. Năm 2010 Surveswaran S. et al. chuyển nó sang chi  Drepananthus..

## Phân bố
Sumatra (Indonesia).